# Akademiker (Finland)
Akademiker är en hederstitel som utdelas av Finlands president på förslag av Finlands Akademi, sedan dess omorganisation 1970. Titeln får samtidigt innehas av högst tolv finländare och ett fritt antal utlänningar.
| Inhemska akademiker - 1975 – Olli Lehto - 1987 – Pekka Jauho - 1995 – Erik Allardt - 1995 – Jorma K. Miettinen - 1997 – Albert de la Chapelle - 2000 – Teuvo Kohonen - 2001 – Arto Salomaa - 2004 – Päiviö Tommila - 2009 – Anna-Leena Siikala - 2010 – Riitta Hari - 2014 – Risto M. Nieminen - 2014 – Irma Thesleff | Tidigare inhemska akademiker - 1972 – Eino Jutikkala (död 2006) - 1972 – Martti Rapola (död 1972) - 1972 – Thure Georg Sahama (död 1983) - 1975 – Ilmari Hustich (död 1982) - 1975 – Ilmo Hela (död 1976) - 1975 – Lauri Posti (död 1988) - 1975 – Tauno Nurmela (död 1985) - 1976 – Valentin Kiparsky (död 1983) - 1980 – Heikki Waris (död 1989) - 1980 – Nils Westermarck (död 2002) - 1980 – Oiva Ketonen (död 2000) - 1980 – Väinö Linna (död 1992) - 1985 – Matti Kuusi (död 1998) - 1985 – Olavi Granö (död 2013) - 1990 – Esko Suomalainen (död 1995) - 1990 – Nils Erik Enkvist (död 2009) - 1990 – Pertti Virtaranta (död 1997) - 1997 – Olli V. Lounasmaa (död 2002) - 2003 – Pirjo Mäkelä (död 2011) - 2009 – Leena Peltonen-Palotie (död 2010) | Utländska akademiker - 1974 – M.V. Keldysh - 1975 – Johannes Andenaes - 1980 – Paul Ariste - 1980 – Péter Hajdú - 1980 – Torsten Hägerstrand - 1980 – Ancel Keys - 1980 – Włodzimierz Kuryłowicz - 1980 – John C. Wheatley - 1981 – G. K. Skrajabin - 1985 – A. P. Aleksandrov - 1985 – Ragnar Granit - 1985 – G. I. Martshuk - 1985 – János Szentágothai - 1990 – Sir Arnold Burgen - 1990 – Hans Fromm - 1990 – Leon Lederman | - 1990 – Birgitta Odén - 1990 – Darwin J. Prockop - 1990 – Stig Strömholm - 1991 – L. D. Faddejev - 1995 – Alfred W Crosby - 1995 – Bengt Hultqvist - 1996 – Lennart Philipson - 1996 – William D. Hamilton - 2000 – Sanjit K.Mitra - 2000 – Martha Nussbaum - 2000 – Richard Peto - 2000 – Richard Villems - 2004 – Jared Diamond |